# Eleição municipal de São José de Ribamar em 2000
A eleição municipal de São José de Ribamar em 2000 ocorreu em 1 de outubro do mesmo ano, para a eleição de um prefeito, um vice-prefeito e mais 13 vereadores. O prefeito era José Câmara Ferreira, do PSD, que tentou a reeleição. José Câmara Ferreira, do PSD, foi reeleito prefeito de São José de Ribamar, e governou a cidade pelo período de 1º de janeiro de 2001 a 31 de dezembro de 2004.

## Candidatos
|  | Nº | Candidato(a) a prefeito | Candidato(a) a prefeito                        | Candidato(a) a vice-prefeito | Candidato(a) a vice-prefeito                              | Coligação |
|  | -- | ----------------------- | ---------------------------------------------- | ---------------------------- | --------------------------------------------------------- | --- |
|  | 12 |                         | Júlio Matos (PDT) Júlio César de Sousa Matos   |                              | João da Silva Santiago (PDT) João da Silva Santiago Filho | "Frente Ética Ribamarense" - Partido Democrático Trabalhista (PDT) - Partido da Mobilização Nacional (PMN) - Partido Popular Socialista (PPS) - Partido do Movimento Democrático Brasileiro (PMDB) - Partido Republicano Progressista (PRP) - Partido Trabalhista Brasileiro (PTB) - Partido Renovador Trabalhista Brasileiro (PRTB) - Partido Social Democrata Cristão (PSDC) - Partido Social Cristão (PSC) |
|  | 13 |                         | Soismarino Ramos (PT) Soismarino Galvão Ramos  |                              | Jaílson Rocha (PT) Jaílson Rocha Diniz                    | Partido não coligado - Partido dos Trabalhadores (PT) |
|  | 36 |                         | Natacha (PRN) Mário Gilson Correia de Carvalho |                              | Maria de Jesus Alves (PRN) Maria de Jesus Alves de Souza  | Partido não coligado - Partido da Reconstrução Nacional (PRN) |
|  | 41 |                         | José Câmara (PSD) José Câmara Ferreira         |                              | Antonio Augusto (PSD) Antonio Augusto da Costa Melo       | "Ribamar Mais Democrática" - Partido Social Democrático (PSD) - Partido da Frente Liberal (PFL) - Partido Verde (PV) - Partido da Social Democracia Brasileira (PSDB) - Partido dos Aposentados da Nação (PAN) - Partido Liberal (PL) - Partido Progressista Brasileiro (PPB) - Partido Socialista Brasileiro (PSB) - Partido Comunista do Brasil (PCdoB) - Partido Trabalhista do Brasil (PTdoB)             |

## Resultado da eleição para prefeito
| 1º Turno 1 de outubro de 2000 | 1º Turno 1 de outubro de 2000 | 1º Turno 1 de outubro de 2000 | 1º Turno 1 de outubro de 2000 |
| Candidato(a)                  | Vice                          | Votação                       | Votação                       |
| Candidato(a)                  | Vice                          | Total                         | Porcentagem                   |
| ----------------------------- | ----------------------------- | ----------------------------- | ----------------------------- |
| José Câmara (PSD)             | Antonio Augusto (PSD)         | 14.755                        | 48,96%                        |
| Júlio Matos (PDT)             | João da Silva Santiago (PDT)  | 14.575                        | 48,37%                        |
| Soismarino Galvão (PT)        | Jaílson Rocha (PT)            | 748                           | 2,48%                         |
| Natacha (PRN)                 | Maria de Jesus Alves (PRN)    | 56                            | 0,19%                         |
| Total de votos válidos        | Total de votos válidos        | 30.134                        | 100,00%                       |
| Votos apurados                |                               |                               |                               |
| Votos válidos                 | Votos válidos                 | 30.134                        | 90,53%                        |
| Votos em branco               | Votos em branco               | 676                           | 2,03%                         |
| Votos nulos                   | Votos nulos                   | 2.478                         | 7,44%                         |
| Total de votos apurados       | Total de votos apurados       | 33.288                        | 100,00%                       |
| Eleitores                     |                               |                               |                               |
| Comparecimento                | Comparecimento                | 33.288                        | 83,63%                        |
| Abstenções                    | Abstenções                    | 6.515                         | 16,37%                        |
| Total de eleitores            | Total de eleitores            | 39.803                        | 100,00%                       |